# Aeroportul Tiko
Aeroportul Tiko (IATA: TKC, ICAO: FKKC) este un aeroport din Camerun ce deservește zona Tiko. A fost numit după zona deservită.
Situat la o altitudine de 46 m, aeroportul dispune de o singură pistă.